# Lidia Șimon

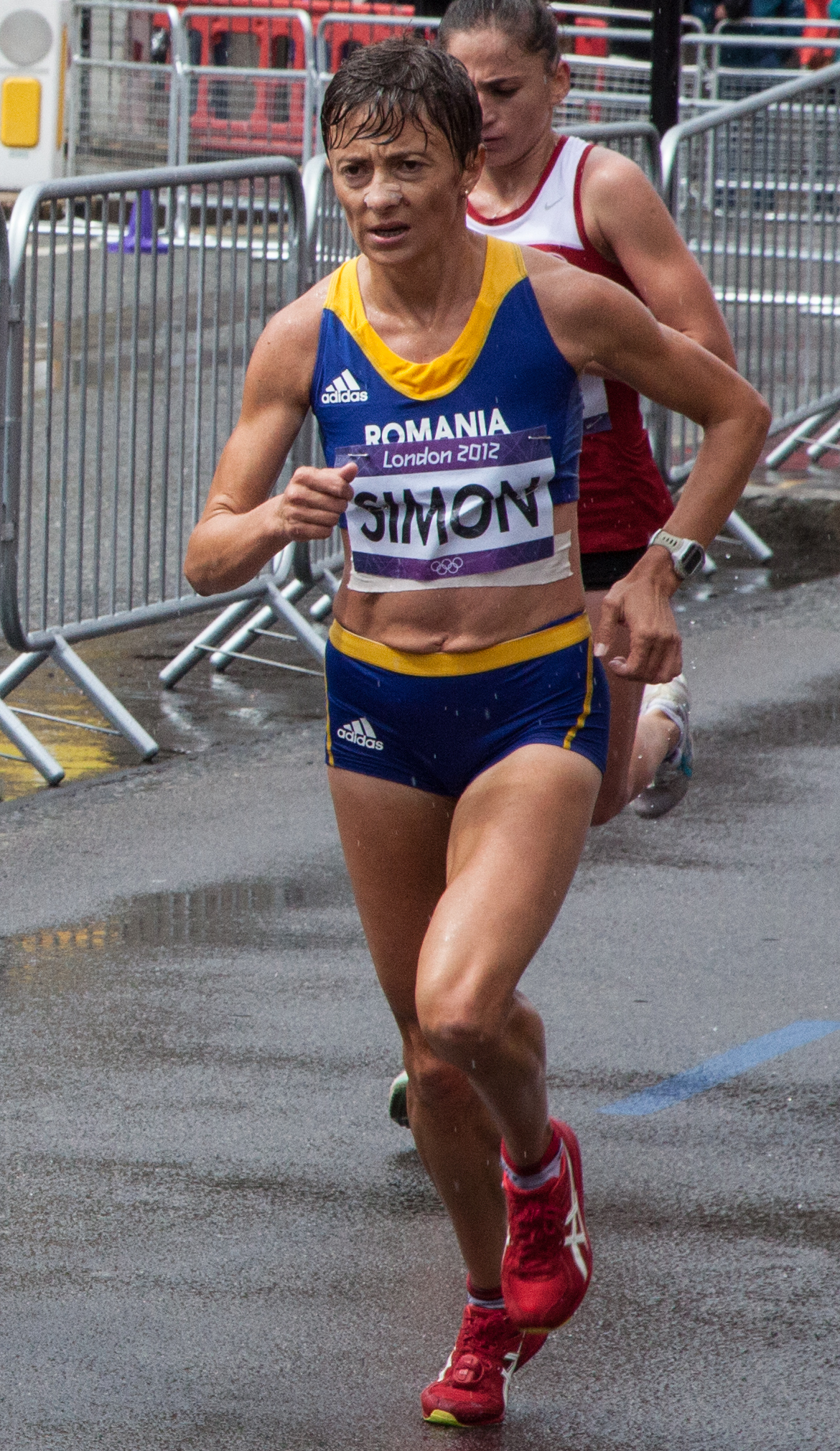
La Jocurile Olimpice din 2012

Lidia Șimon (născută Slăvuțeanu, n. 4 septembrie 1973, Târgu Cărbunești, România) este o fostă atletă română, laureată cu argint la Sydney 2000, iar în 2001 a devenit campioană mondială în Edmonton.

## Carieră
Olteanca a participat în anul 1991 la Campionatul European de Juniori unde a obținut locul patru la 10.000 m. Atât la Campionatul European din 1994 cât și la Campionatul Mondial din 1995 s-a clasat pe locul zece la maraton. La Jocurile Olimpice din 1996 a ocupat locul șase. Atât la Campionatul Mondial din 1997 cât și la ediția din 1999 a cucerit medalia de bronz. La Campionatul European din 1998 a obținut bronzul la 10.000 m.
În anul 2000 atleta a obținut medalia de argint la Jocurile Olimpice de la Sydney în urma japonezei Naoko Takahashi care a câștigat cu record olimpic. Anul următor a cucerit medalia de aur în fața japonezei Reiko Tosa și a rusoaicei Svetlana Zaharova. Apoi Lidia Șimon, care s-a stabilit la Boulder, Colorado, Statele Unite, a devenit mamă.
Lidia Șimon a participat de cinci ori la Jocurile Olimpice între Atlanta 1996 și Londra 2012, de șase ori la Campionatele Mondiale de Atletism (1995, 1997, 1999, 2001, 2005, 2009), iar a câștigat de trei ori maratonul de la Osaka, în 1998, 1999 și 2000. De trei ori a cucerit medalia de aur cu echipa României la Campionatele Mondiale de Semimaraton (1996, 1997, 2000), la care se adaugă una de argint (1998) și la individual o medalie de argint (1996) și trei medalii de bronz (1997, 1998, 2000).
Din 1999 este cetățean de onoare al Craiovei. În 2000 i-a fost conferit Ordinul Național „Serviciul Credincios” în grad de cavaler și în 2004 a primit Ordinul Meritul Sportiv clasa a II-a.

## Realizări
| An   | Competiție                               | Locație                   | Loc | Eveniment   | Note     |
| ---- | ---------------------------------------- | ------------------------- | --- | ----------- | -------- |
| 1991 | Campionatul European de Juniori (sub 20) | Salonic, Grecia           | 4   | 10 000 m    | 35:33,05 |
| 1994 | Maratonul de la Kastoria                 | Kastoria, Grecia          | 1   | maraton     | 2:32:38  |
| 1994 | Campionatul European                     | Helsinki, Finlanda        | 10  | maraton     | 2:36:14  |
| 1994 | Maratonul de la Lyon                     | Lyon, Franța              | 1   | maraton     | 2:33:59  |
| 1995 | Cupa Mondială de Maraton                 | Atena, Grecia             | 2   | maraton     | 2:31:46  |
| 1995 | Cupa Mondială de Maraton                 | Atena, Grecia             | 1   | echipe      | 2:31:46  |
| 1995 | Campionatul Mondial                      | Göteborg, Suedia          | 10  | maraton     | 2:33:18  |
| 1996 | Maratonul de la Nagoya                   | Nagoya, Japonia           | 8   | maraton     | 2:30:13  |
| 1996 | Jocurile Olimpice                        | Atlanta, Statele Unite    | 6   | maraton     | 2:31:04  |
| 1996 | Campionatul Mondial de Semimaraton       | Palma de Mallorca, Spania | 2   | semimaraton | 1:10:57  |
| 1996 | Campionatul Mondial de Semimaraton       | Palma de Mallorca, Spania | 1   | echipe      | 1:10:57  |
| 1997 | Maratonul de la Osaka                    | Osaka, Japonia            | 3   | maraton     | 2:27:04  |
| 1997 | Maratonul de la Londra                   | Londra, Regatul Unit      | 3   | maraton     | 2:27:11  |
| 1997 | Campionatul Mondial                      | Atena, Grecia             | 3   | maraton     | 2:31:55  |
| 1997 | Campionatul Mondial de Semimaraton       | Košice, Slovacia          | 3   | semimaraton | 1:09:05  |
| 1997 | Campionatul Mondial de Semimaraton       | Košice, Slovacia          | 1   | echipe      | 1:09:05  |
| 1998 | Maratonul de la Osaka                    | Osaka, Japonia            | 1   | maraton     | 2:28:31  |
| 1998 | Maratonul de la Londra                   | Londra, Regatul Unit      | 5   | maraton     | 2:28:41  |
| 1998 | Campionatul European                     | Budapesta, Ungaria        | 3   | 10 000 m    | 31:32,64 |
| 1998 | Campionatul Mondial de Semimaraton       | Zürich, Elveția           | 3   | semimaraton | 1:08:58  |
| 1998 | Campionatul Mondial de Semimaraton       | Zürich, Elveția           | 2   | echipe      | 1:08:58  |
| 1999 | Maratonul de la Osaka                    | Osaka, Japonia            | 1   | maraton     | 2:23:24  |
| 1999 | Campionatul Mondial                      | Sevilla, Spania           | 3   | maraton     | 2:27:41  |
| 2000 | Maratonul de la Osaka                    | Osaka, Japonia            | 1   | maraton     | 2:22:54  |
| 2000 | Maratonul de la Londra                   | Londra, Regatul Unit      | 2   | maraton     | 2:24:46  |
| 2000 | Jocurile Olimpice                        | Sydney, Australia         | 2   | maraton     | 2:23:22  |
| 2000 | Campionatul Mondial de Semimaraton       | Veracruz, Mexic           | 3   | semimaraton | 1:10:24  |
| 2000 | Campionatul Mondial de Semimaraton       | Veracruz, Mexic           | 1   | echipe      | 1:10:24  |
| 2001 | Maratonul de la Londra                   | Londra, Regatul Unit      | 4   | maraton     | 2:24:15  |
| 2001 | Campionatul Mondial                      | Edmonton, Canada          | 1   | maraton     | 2:26:01  |
| 2003 | Maratonul de la Chicago                  | Chicago, Statele Unite    | 19  | maraton     | 2:40:54  |
| 2004 | Maratonul de la Viena                    | Viena, Austria            | 2   | maraton     | 2:30:40  |
| 2004 | Jocurile Olimpice                        | Atena, Grecia             | –   | maraton     | NT       |
| 2005 | Maratonul de la Osaka                    | Osaka, Japonia            | 5   | maraton     | 2:27:01  |
| 2005 | Maratonul de la Nagano                   | Nagano, Japonia           | 2   | maraton     | 2:31:20  |
| 2006 | Maratonul de la Osaka                    | Osaka, Japonia            | 9   | maraton     | 2:33:53  |
| 2006 | Campionatul Mondial de alergări pe șosea | Debrețin, Ungaria         | 28  | 20 km       | 1:09:22  |
| 2006 | Campionatul Mondial de alergări pe șosea | Debrețin, Ungaria         | 4   | echipe      | 1:09:22  |
| 2006 | Maratonul de la Chicago                  | Chicago, Statele Unite    | 11  | maraton     | 2:30:39  |
| 2007 | Maratonul de la Osaka                    | Osaka, Japonia            | 6   | maraton     | 2:32:09  |
| 2007 | Maratonul de la Nagano                   | Nagano, Japonia           | 4   | maraton     | 2:34:48  |
| 2007 | Campionatul Mondial                      | Osaka, Japonia            | 5   | maraton     | 2:31:26  |
| 2007 | Campionatul Mondial de alergări pe șosea | Udine, Italia             | 18  | semimaraton | 1:10:08  |
| 2007 | Campionatul Mondial de alergări pe șosea | Udine, Italia             | 4   | echipe      | 1:10:08  |
| 2007 | Maratonul de la Shanghai                 | Shanghai, China           | 1   | maraton     | 2:29:28  |
| 2008 | Maratonul de la Osaka                    | Osaka, Japonia            | 6   | maraton     | 2:27:17  |
| 2008 | Jocurile Olimpice                        | Beijing, China            | 8   | maraton     | 2:27:51  |
| 2008 | Maratonul de la New York                 | New York, Statele Unite   | 8   | maraton     | 2:30:04  |
| 2009 | Maratonul de la Osaka                    | Osaka, Japonia            | 5   | maraton     | 2:27:14  |
| 2009 | Campionatul Mondial                      | Berlin, Germania          | 21  | maraton     | 2:32:03  |
| 2010 | Maratonul de la Osaka                    | Osaka, Japonia            | 4   | maraton     | 2:27:11  |
| 2010 | Campionatul European                     | Barcelona, Spania         | 9   | maraton     | 2:36:52  |
| 2011 | Maratonul de la Osaka (toamnă)           | Osaka, Japonia            | 1   | maraton     | 2:32:48  |
| 2012 | Jocurile Olimpice                        | Londra, Regatul Unit      | 44  | maraton     | 2:32:46  |
| 2012 | Maratonul de la Osaka (toamnă)           | Osaka, Japonia            | 1   | maraton     | 2:33:12  |
| 2014 | Maratonul de la Boston                   | Boston, Statele Unite     | 22  | maraton     | 2:36:47  |

## Recorduri personale
| Probă       | performanță | Dată             | Locație   |
| ----------- | ----------- | ---------------- | --------- |
| 10 000 m    | 31:32,64    | 19 august 1998   | Budapesta |
| Semimaraton | 1:08:34     | 10 ianuarie 2000 | Tokio     |
| Maraton     | 2:22:54     | 30 ianuarie 2000 | Osaka     |